# Junior de Montréal
Die Junior de Montréal waren ein Eishockey-Juniorenteam aus Montreal, das zwischen 1975 und 1982 in der Quebec Major Junior Hockey League spielte.

## Geschichte
Die Montreal Juniors wurden 1975 als Nachfolgeteam der Montreal Bleu Blanc Rouge gegründet. Der größte Erfolg der Mannschaft war das Erreichen des Finales der Playoffs um die Coupe du Président in der Saison 1977/78, als sie nach Siegen über die Éperviers de Verdun und die Cornwall Royals im Endspiel den Draveurs de Trois-Rivières deutlich mit 0:8 unterlagen. Im Anschluss an die Saison 1981/82 wurde das Franchise erneut verkauft und in Junior de Verdun umbenannt.

## Ehemalige Spieler
Folgende Spieler, die für die Junior de Montréal aktiv waren, spielten im Laufe ihrer Karriere in der National Hockey League oder anderen Profiligen:
| - Marco Baron - Normand Baron - Denis Cyr - Patrick Daley - Normand Dupont | - Mark Hardy - Rob Holland - Mike Krushelnyski - Alain Lemieux | - Garth MacGuigan - Gaétan Malo - Mike McDougall - Sean McKenna | - Gaetano Orlando - Robert Picard - Denis Savard - Bob Sullivan - Mario Tremblay |

## Team-Rekorde

### Karriererekorde
Spiele: 276  Real Paiement
Tore: 236  Denis Cyr
Assists: 309  Denis Savard
Punkte: 463   Denis Cyr
Strafminuten: 624  Guy Jacob